# Bisdom Lorena
Het bisdom Lorena (Latijn: Dioecesis Lorenensis) is een rooms-katholiek bisdom met als zetel Lorena, in Brazilië. Het bisdom is suffragaan aan het aartsbisdom Aparecida.

## Geschiedenis
Het bisdom werd opgericht op 31 juli 1937, uit delen van het bisdom Taubaté, en was suffragaan aan het aartsbisdom São Paulo. Op 19 april 1958 wisselde het van kerkprovincie en werd het suffragaan aan het nieuw gecreëerde aartsbisdom Aparecida.

## Parochies
Het bisdom had in 2021 een oppervlakte van 3.124 km2 en telde 295.808 inwoners waarvan 69,0% rooms-katholiek was.

## Bisschoppen
- Francisco do Borja Pereira do Amaral (21 december 1940 - 3 oktober 1944)
- Luís Gonzaga Peluso (13 juni 1946 - 25 juli 1959)
- José Melhado Campos (29 mei 1960 - 22 februari 1965)
- Cândido Rubens Padín (3 januari 1966  - 27 april 1970)
- Antônio Afonso de Miranda (3 november 1971 - 11 juli 1977)
- João Hipólito de Morais (11 juli 1977 - 10 januari 2001)
- Eduardo Benes de Sales Rodrigues (10 januari 2001 - 4 mei 2005)
- Benedito Beni dos Santos (26 april 2006 - 25 september 2013)
- João Inácio Müller (25 september 2013 - 15 mei 2019)
- Joaquim Wladimir Lopes Dias (13 januari 2021 - heden)

Aparecida (aartsbisdom) · Caraguatatuba · Lorena · São José dos Campos · Taubaté